# Somianka (village)
Pour les articles homonymes, voir Somianka.
Somianka (prononciation : [sɔˈmjanka]) est un village polonais de la gmina de Somianka dans le powiat de Wyszków de la voïvodie de Mazovie dans le centre-est de la Pologne.
Il est le siège administratif de la gmina appelée gmina de Somianka.
Il se situe à environ 2 kilomètres à l'ouest de Wyszków (siège du powiat) et à 44 kilomètres au nord-est de Varsovie (capitale de la Pologne).
Le village possède une population de 510 habitants en 2006.

## Histoire
De 1975 à 1998, le village faisait partie du territoire de la voïvodie d'Ostrołęka.

Depuis 1999, Somianka est situé dans la voïvodie de Mazovie.